# پیکا (شیلی)
پیکا (به اسپانیایی: Pica) یک شهرستان در شیلی است که در تاماروگال واقع شده‌است. پیکا ۸٬۹۳۴٫۳ کیلومترمربع مساحت و ۴٬۰۱۳ نفر جمعیت دارد و ۱٬۱۰۶ متر بالاتر از سطح دریا واقع شده.